# 947
947 (CMXLVII) var ett normalår som började en fredag i den julianska kalendern.

## Händelser

### Okänt datum
- Khitanernas rike antar dynastinamnet "Stora Liao".
- De fem dynastierna och De tio rikena, Senare Jin övergår i Senare Han.

## Födda
- Sebüktegin, turkisk krigsherre.

## Avlidna
- 15 maj – Taizong av Liao, kinesisk kejsare.
- Shi Chonggui, kinesisk kejsare.